# 魅形兵魴鮄
魅形兵魴鮄，為輻鰭魚綱鮋形目牛尾魚亞目角魚科的其中一種，分布於東太平洋區，從下加利福尼亞半島至哥倫比亞海域，棲息深度60-94公尺，體長可達11公分，為底棲性魚類。

## 擴展閱讀
維基物種上的相關：魅形兵魴鮄